# 艾士菲自治市

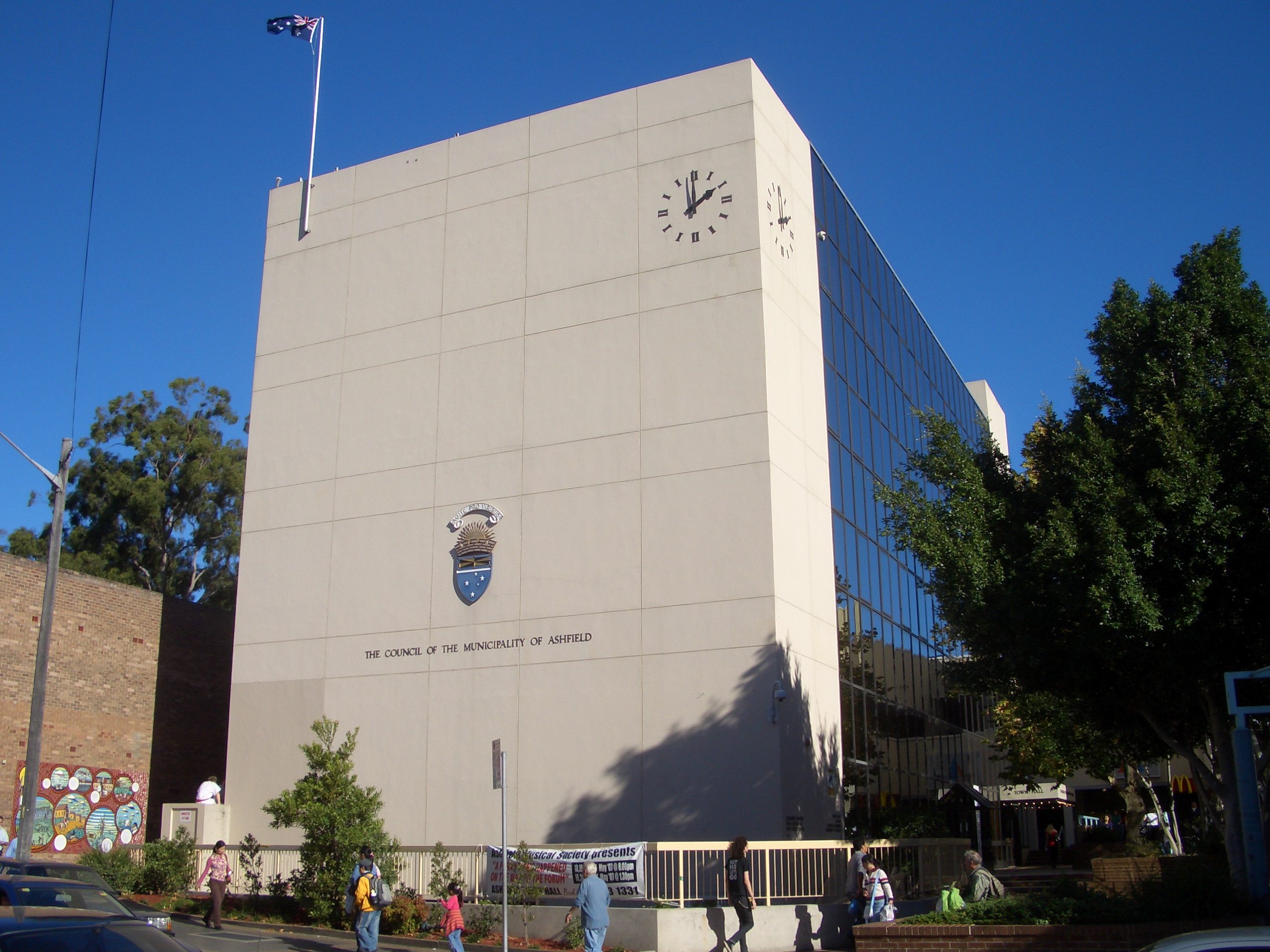
艾士菲自治市行政大樓

艾士菲自治市（英語：Municipality of Ashfield）是澳大利亚新南威尔士州悉尼地區的一個地方政府區域，約距雪梨中央商業區10公。
2016年5月12日，艾士菲自治市與馬利維議會和萊卡特自治市合併成內西議會。

## 人文
澳大利亞統計局數據顯示，裁至2006年6月底，艾士菲市有40,262人，為當年州內人口第54大城，人口佔州內比例等於6,827,694的0.6%。

## 市議會
艾士菲自治市議會有議席12個，全市分4個選區，各區選出議員3名代表市民和納稅人問政；市長非直選。

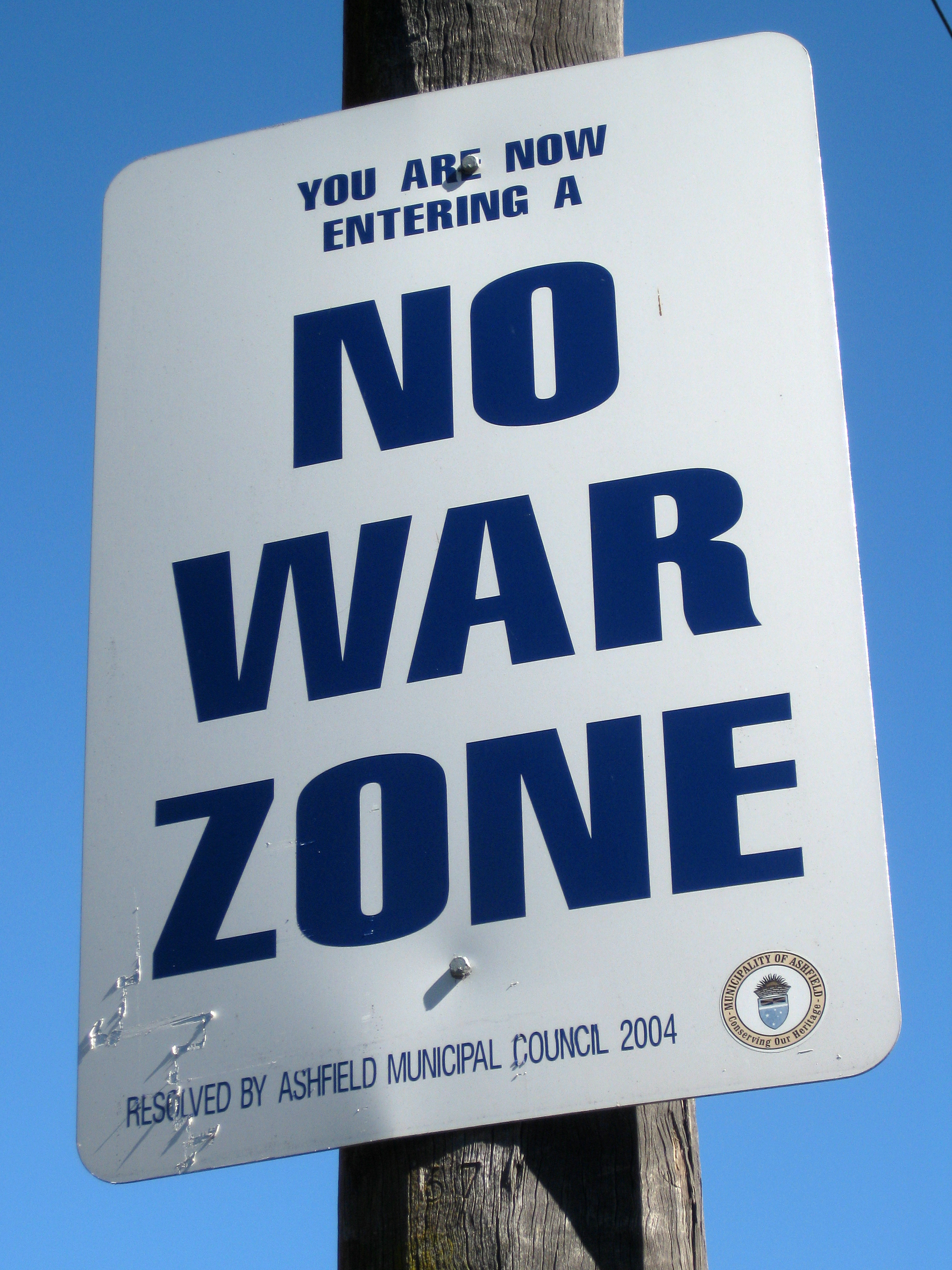
艾士菲自治市宣告2004議案並成為無戰區（No War Zone）。

### 引用
1. ↑  Australian Bureau of Statistics. . 2011 Census QuickStats. 31 October 2012  [2012-06-26].
2. ↑  . Stronger Councils. Government of New South Wales. 2016-05-12  [2016-05-15]. （原始内容存档于2018-06-08）.
3. ↑  . Australian Bureau of Statistics.   [2007-03-12]. （原始内容存档于2011-06-29）.
4. ↑  . 2008 Election results. Electoral Commission NSW.   [2009-06-15].[永久]

## 外部連結
- 地理坐标：33°53′S 151°08′E / 33.883°S 151.133°E
- 澳大利亞統計局 （页面存档备份，存于）
- 艾士菲自治市議會
- 2001年人口調查 （页面存档备份，存于）
- Sydney council wants to eradicate pigeons over bird flu （页面存档备份，存于）